# Mainardo Benardelli di Leitenburg
Mainardo Alvise Maria Benardelli de Leitenburg (Gorizia, 18 de diciembre de 1964 - Roma, 10 de enero de 2013) fue un diplomático y escritor italiano, hijo del oficial, explorador e igualmente diplomático, Gualtiero Benardelli de Leitenburg y de Luciana Plastino Mazzoni.

## Biografía
Nacido en Gorizia, de donde era originaria una parte importante de su familia, se dispuso a seguir los pasos de su padre en sus destinos como diplomático. No obstante, el inesperado fallecimiento de este le llevó a Madrid, junto con su madre y sus hermanas mayores, Ornella (1954) y Rossana (1956), en donde finalizó su formación escolar. Esta etapa marcó su forma de ser, ya que desde entonces se sentiría siempre vinculado a España, en general, y a Madrid, en particular.
Posteriormente regresó a Italia para estudiar Ciencias Políticas en la Universidad de Padua y realizar el servicio militar, que llevó a cabo con las Tropas Alpinas llegando al rango de Capitán.
Ingresó en el cuerpo diplomático italiano en 1991, su primer destino fue en Kampala, Uganda (1993-1996), en donde tuvo contacto directo con la guerra civil de la vecina Ruanda. Como consecuencia de su heroica intervención en la repatriación, en dificilísimas condiciones, de unos religiosos españoles de Uganda, el Rey de España le concedió en 1998, la Encomienda de la Orden del Mérito Civil de España. A raíz de lo vivido en dicho país, escribió en 1998 el libro “La Guerra Civile in Rwanda”, con el pseudónimo Unwantisi (“escriba” en rwandés).
Posteriormente estuvo destinado en La Haya, Países Bajos (1996-1999); y en Colombo, Sri Lanka (1999-2001), en donde nuevamente estuvo en contacto con una situación de guerra civil (Guerra civil de Sri Lanka). Entre 2004 y 2006 fue Jefe Adjunto de Misión en Bagdad, Irak, en uno de los momentos más sangrientos del conflicto en aquel país. Su valor en dicha misión le hizo merecedor de la Encomienda del Mérito de la República Italiana que se le otorgó en 2005.
Su último destino como diplomático fue en la embajada de Ciudad de Guatemala, Guatemala, con el rango de embajador (2008-2012), lugar del que volvió a Roma, para incorporarse al Ministerio de Asuntos Exteriores a la espera de una nueva sede. Falleció  de muerte natural con 48 años recién cumplidos en Roma, Italia, poniendo fin a una prometedora carrera diplomática e intelectual. Está actualmente enterrado en la tumba familiar de Cormons, cerca de Gorizia.

## Actividad docente
Fue docente, entre otros, en la Facultad de Ciencias Diplomáticas de la Universidad de Trieste, en el campus de Gorizia; y en el Instituto de Sociología Internacional de Gorizia (2007-2008). Colaboró igualmente con otras instituciones educativas, entre las que destaca la Universidad Europea de Madrid.

## Publicaciones
Su actividad intelectual fue muy prolífica, con gran atención al ensayo y a las cuestiones geopolíticas. Además de colaborar con numerosas publicaciones, es autor de los siguientes libros editados en italiano:
- “La guerra civil en Ruanda” (1997)
- “La cuestión de Trieste, historia de un conflicto diplomático, 1945-1975” (2006).
- “Yol, prisionero en el Himalaya” (2006).
- “Lengua para unir, lengua para separar“ (2009).
- "Hacia la negociación. Gorizia, Mitteleuropa, Eurasia” (2007).

## Reconocimientos
- Órdenes: Orden Ecuestre del Santo Sepulcro de Jerusalén (2003),
- Orden Militar Constantiniana de San Jorge (2003)
- Orden del Ala de San Miguel (2004)
- Orden de Santa Maria de Jerusalén (Orden teutónica, 2004)
- Orden de los Santos Mauricio y Lázaro (2005)
- Orden de San José (2008)
- Encomienda de las Órdenes del Mérito Civil de España (1998)
- Encomienda del Mérito de la República Italiana (2005)
- Caballero de Gracia Magistral en la Soberana Orden de Malta (2011)